# 大華系統交流道
大華系統交流道為臺灣國道一號與台62線交會的系統交流道，位於基隆市七堵區，國道一號指標為5K、台62線指標為6K，往西可銜接國道三號。
|  | 5 大華系統 |  | 萬里 瑞芳 |
|  | 6 大華系統 |  | 五堵      |

## 簡述
為了讓台62線與國道一號互通，而興建該交流道。工程於2007年11月16日開工，於2011年7月31日啟用。
- 在台62線部分，西向6.2k萬里有出口匝道（1.往中山高南下線，但無法往中山高北上線。2.下匝道往瑪陵坑，經高架道路往七堵）及東向6k入口匝道（中山高北上線匯入，但中山高南下線無法匯入）；東向瑞芳有出口匝道（往中山高南下線，但無法往中山高北上線）及入口匝道（1.中山高北上線匯入，但中山高南下線無法匯入。2.從七賢橋附近平面道路上匝道匯入）。
- 在中山高部分，北上基隆僅有出口匝道往台62線西向萬里及東向瑞芳，但台62線東向西向皆無法上中山高北上線往基隆。南下台北僅有入口從台62線東向及西向匯入，但中山高南下線皆無法上台62線東向瑞芳及西向萬里[4]。
- 在台62線上緊鄰該交流道處，另有七賢橋入口匝道（只能往台62線東向瑞芳，無法上中山高）及瑪陵坑大華二路出口匝道（只供西向萬里下匝道用）連絡七堵地區，這兩匝道隸屬於七堵二交流道。

## 外部連結
- 國道一號大華系統交流道示意圖 （页面存档备份，存于）（交通部高速公路局）
- 台62線大華系統交流道示意圖 （页面存档备份，存于）（交通部公路總局）